# IC 4073
IC 4073 ist eine Spiralgalaxie vom Hubble-Typ Sab? im Sternbild Jagdhunde am Nordsternhimmel, die schätzungsweise 495 Millionen Lichtjahre von der Milchstraße entfernt ist. Im gleichen Himmelsareal befinden sich die Galaxien  IC 4062, IC 4064 und IC 4067.
Entdeckt wurde das Objekt am 21. März 1903 von Max Wolf.